# Bharatagama
Bharatagama — викопний рід лепідозаврів раннього юрського періоду Індії. Вважається, що це одна з найстаріших відомих ящірок і найдавніший відомий ігуаноподібний (Iguanomorpha). Типовим і єдиним видом є Bharatagama rebbanensis, названий у 2002 році. Понад сто скам'янілостей бхаратагами були знайдені у формації Кота, яка виходить на поверхню в басейні Пранхіта-Годаварі й датується приблизно 190 мільйонами років тому.
Попри велику кількість, Бхаратагама відома лише з ізольованих щелепних кісток, змішаних разом у сукупності мікрохребетних з такими ж фрагментарними залишками риб, сфенодонтів, динозаврів, крокодиломорфів і ссавців. Ці скам'янілості представляють усі стадії розвитку, від дитинчат до дорослих особин. Загальна довжина черепа дорослих екземплярів оцінюється приблизно в 15 міліметрів. Пізніший аналіз припустив, що таксон може бути членом Rhynchocephalia.